# Bulldozer (film)
Bulldozer (Grandview, U.S.A.) è un film del 1984 diretto da Randal Kleiser.

## Trama
Grandview, Illinois. Tim è uno studente che, terminata la scuola superiore, ha deciso di proseguire gli studi presso un istituto universitario della Florida. Innamoratosi però di Michelle, che per lavoro organizza demolition derby, decide di rimanere a Grandview per contendersi la ragazza con Ernie, un pilota da poco tradito dalla moglie.